# كريس هيجارتي
كريس هيجارتي (بالإنجليزية: Chris Hegarty)‏ (24 يوليو 1984 في المملكة المتحدة - ) هو لاعب كرة قدم بريطاني في مركز الوسط. لعب مع نادي دندي ونادي مونتروز لكرة القدم وBallingry Rovers F.C. ‏ وBuckie Thistle F.C. ‏ ونادي اربوراث وفورفار أثلتيك ‏ ونادي بيترهيد ‏.

## وصلات خارجية
- كريس هيجارتي على موقع قاعدة بيانات كرة القدم.إي يو (الإنجليزية)
- كريس هيجارتي على موقع Soccerbase.com (لاعب) (الإنجليزية)